# Chuyện xứ Lang Biang
Chuyện xứ Lang Biang là một bộ truyện dài gồm 4 phần (phát hành 28 tập) của nhà văn viết cho thiếu nhi nổi tiếng Nguyễn Nhật Ánh, được xuất bản những tập đầu tiên vào năm 2004 và kết thúc vào tháng 8 năm 2006.
Câu chuyện kể về chuyến phiêu lưu kỳ thú của hai nhân vật chính tên Nguyên và Kăply bị lạc vào xứ phù thủy Lang Biang và tình cờ trở thành hai "Chiến binh giữ đền" có nhiệm vụ tiêu diệt phe Hắc Ám. Tuy được đặt vào bối cảnh là thế giới phù thủy đầy huyền bí nhưng tên của các nhân vật lại mang đậm màu sắc Tây Nguyên. Được coi là Harry Potter của Việt Nam, bộ truyện ra đời đã nhận được sự đón nhận nồng nhiệt từ phía độc giả.

## Các tập truyện
Truyện được phát hành thành 28 tập nhỏ cỡ 10,5 x 17 cm, được chia thành 4 tập lớn:
- Tập 1: Pho tượng của Baltalon (5 quyển)
- Tập 2: Biến cố ở trường Đămri (7 quyển)
- Tập 3: Chủ nhân núi Lưng Chừng (8 quyển)
- Tập 4: Báu vật ở lâu đài K'Rahlan (8 quyển)

## Nội dung

### Pho tượng của Baltalon
Nguyên và Kăply là hai đứa trẻ ở làng Ke, bị bắt cóc vào xứ Lang Biang - thế giới phù thủy ( thế giới thứ nhất), bởi K'Brăk và K'Brết. Dưới lốt của K'Brăk và K'Brết, cả hai trở thành tiểu chủ nhân bất đắc dĩ của lâu đài K'Rahlan, kết bạn với Êmê, K'Tub, Suku và Păng Ting - những đứa trẻ cùng lứa. Là kẻ tử thù của lâu đài K'Rahlan, sứ giả thứ ba của trùm Hắc Ám là Baltalon đã sai con chim cắt Boumboum gửi đến K'Brăk (tức Nguyên) một pho tượng tạc chính hình K'Brăk. Theo thông lệ, bất cứ ai nhận được pho tượng của chính mình do Baltalon gửi tới, người đó coi như đã lãnh án tử hình. Đúng 30 ngày sau khi gửi đi pho tượng, Baltalon sẽ tìm đến nạn nhân để lấy mạng, vì vậy hắn được mệnh danh là "Sát thủ ngày thứ 30". Không ngờ đến ngày định mệnh đó, Baltalon lại tiêu tùng bởi một nguyên nhân hoàn toàn bất ngờ: nặn tượng K'Brăk nhầm tay trái với tay phải. Nhưng trùm Hắc Ám không chỉ có một tên sứ giả. Cùng lúc đó, Nguyên và Kăply phải đến học trường Đào tạo Tài năng Đămri, ngôi trường phù thủy lớn nhất của xứ Lang Biang, trong lốt K'Brăk và K'Brết. Từ đây mọi chuyện mới thực sự bắt đầu với một âm mưu mới...

### Biến cố ở trường Đămri
Buriam, sứ giả thứ tư của trùm Bastu, bị phát hiện chính là vị giáo sư khả ái Hailixiro và sau đó đã bị bắt. Suốt một thời gian dài hắn đã bắt cóc con trai của cô Kemli Trinh, giáo viên trường Đămri, rồi dùng thuật Quỷ mộng để sai khiến cô làm việc cho hắn. Thầy N'Trang Long, hiệu trưởng, phải nhờ cặp ma nhóc song sinh Pôcô - Pôca mới bắt được Buriam. Nhưng đứa con của cô Kemli Trinh lại bị Buriak dùng bùa Ngốc làm cho tưng tửng. Nguyên và Kăply được thầy N'Trang Long giao nhiệm đến núi Lưng Chừng để hái táo vàng, một việc xưa nay chưa ai từng làm được ngoài Đại tiên ông Mackeno, một người trong Tam tiên. 

### Chủ nhân núi Lưng Chừng
Sau khi ăn quả táo vàng ở núi Lưng Chừng, Nguyên và Kăply đã chính thức trở thành "Chiến binh giữ đền" (CBGD) - trình độ pháp thuật ngang ngửa với các siêu phù thủy hạng nhất ở xứ Lang Biang. Cùng lúc đó, nhiều bí mật được vén màn: trùm Bastu lâu nay chính là Ka Ming, còn sứ giả Badd là do Thủ lĩnh phe Ánh Sáng K'Rahlan giả trang. Và giáo sư nhóc tì Akô Nô chính là phân nửa (mặt tốt) của Chủ nhân núi Lưng Chừng (CNNLC), còn nửa kia (mặt xấu) là lão Ôkô Na độc ác tác oai tác quái. Hiệu trưởng N'Trang Long đã tiết lộ cho bọn trẻ biết nguyên nhân sau xa của bi kịch này chính là do cuộc gặp gỡ giữa CNNLC và Đại phù thủy Păng Sur, một nhân vật trong Tam Tiên. Sứ mạng của CBGD vần chưa tiến triển gì nhiều. Vợ chồng K'Rahlan và Ka Ming tạm thời chưa lộ mặt để còn thực hiện nhiệm vụ ngăn chặn sự quay lại của trùm Bastu.

### Báu vật ở lâu đài K'Rahlan
Phần kết của series chuyện với rất nhiều nút thắt được mở ra. Trùm Bastu chính là Pô Palay Tàn phế, tên trùm Hắc Ám được cho rằng là đã chết cách đây 300 năm dưới tay của Đại tiên ông Mackeno (chính là thầy N'Trang Long), anh trai của hắn. Ông K'Tul, một nhân vật bí hiểm, cha của K'Tub, lại là tay sai của Bastu. Bastu đã luyện được thần chú "Cực lạc tiêu diêu", một loại thần chú có sức mạnh vô địch. Hắn dùng quả hiến sinh, một quả có chất độc không có thuốc giải, do các oan hồn ma cà rồng bị xử tử hóa thành để luyện thần chú. Báu vật lâu đài K'Rahlan, một thứ bị các phe phái tranh nhau tìm kiếm vì cho rằng đó là câu Thần chú Kim Cương số 7, thật ra chỉ là một chiếc hộp đặc ruột được Tam Tiên dùng để đánh lừa Pô Palay (Thần chú Kim Cương thực ra chỉ có 6 câu). Uy lực của câu thần chú "Cực lạc tiêu diêu" mạnh đến nỗi ngay cả Tam Tiên cũng không thể đối phó. Chính lúc đó, Kăply với con chim thần hộ mệnh Garuda đã đánh bại trùm Bastu. Sau khi được thầy N'Trang Long ( hay là Đại tiên ông Makeno ) cho biết rằng có một lối đi bí mật sau nơi trú ngụ của Đại tiên ông Makeno dẫn về thế giới thứ nhất ( là thế giới cuả Kăply và Nguyên ) đồng thời cho hai đứa nhóc biết rằng ông K'Tul là kẻ chủ mưu. Kết thúc truyện, Kăply và Nguyên trở về làng Ke, không rõ có gặp lại bạn bè ở xứ Lang Biang nữa không.

## Các nhân vật

### Nhân vật chính
Nguyên: Nhân vật chính, đầu óc rất thông minh sáng suốt, ra dáng đại ca, đứa trẻ gan dạ nhất làng Ke. Sống ở làng Ke cùng Kăply. Sống dưới lốt của K'Brăk ở xứ Lang Biang. Trong tập 3, cậu đã hai lần khóc. Một khi Kăply chết lâm sàng, lần thứ hai là khi Kăply tỉnh lại. Ngoài ra, cậu cũng là người cứng rắn, giỏi kiềm chế nhất trong các nhân vật chính. Phép thuật giỏi giang sau khi cậu và Kăply ăn táo trên núi Lưng Chừng. Trong tập 4, cậu suýt bị Balikem hại chết hai lần bởi thần chú La sát nếu không có hạt táo hộ mệnh. Lý do Balikem định giết Nguyên vì chiếc hộp kim loại cậu đang giữ, cô ta cho rằng cái cậu đang giữ là câu thần chú Kim Cương số 7. Rất điềm tĩnh. Thường chửi Kăply là cục gạch.
Kăply: Thấp hơn Nguyên nửa cái đầu, Nguyên và Kăply là bạn rất thân với nhau. Coi Nguyên là đại ca và chỉ thường suy nghĩ bằng cái đầu của bạn nên bị Nguyên chửi là đầu gạch, sống dưới lốt K'Brết, mến Mua ở xứ Lang Biang. Trong tập 3, cậu bị con basiilic mổ vào đùi dẫn đến chết lâm sàng khiến Nguyên và các bạn rất đau lòng. Cậu đã được trùm Bastu, sau này là Ka Ming, sử dụng mặt nạ thần hộ mệnh kéo dài sự sống thêm hai ngày, sau đó được một con basilic khác (do lão Ôkô Na biến thành) rút máu độc nên sống lại. Do khả năng của người Chămpa nên cậu có thể nghe được nguyền rủa thầm, triệu hồi được chim thần Garuda nếu bị ngất đi nhưng phải có một con chim mồi để con chim nhớ nhiệm vụ. Phép thuật giỏi giang sau khi cậu và Nguyên ăn táo vàng ở núi Lưng Chừng.
Êmê: Là bạn của K'Brăk và K'Brêt tại lâu đài K'Rahlan. Con gái bà Êmô - quản gia nhà này. Có cảm tình với K'Brăk.
K'Tub: Con trai của pháp sư K'Tul. Rất thương yêu hai anh K'Brăk và K'Brết. Tính tình dễ thương, yêu đời (nhưng lại rất hay gây sự với ba nó là ông K'Tul), có một người bạn thân là Suku.
Suku: Là cháu của Đại tiên ông Pi Năng Súp, bị ông nhốt vào thư viện không cho đi học trường Đămri. Suku đã nhồi hàng vạn cuốn sách vào đầu. Là một người uyên bác. Bọn trẻ lâu đài K'Rahlan hay gọi nó là "Suku biết tuốt".
Păng Ting: bạn thân của Êmê, cháu gái của Đại phù thủy Păng Sur. Cô bé có mốt ăn mặc dị thường, không giống ai như nhuộm đen tóc, uốn xoăn, mặc quần jeans xanh, mang giày Adidas,..., về sau được biết cô lấy cảm hứng thời trang từ các thế giới khác thông qua chiếc hộp liên giới của bà mình. Có thân quen với Tam Phù Thủy Bạch Kỳ Lân và Hắc Tinh Tinh. Cô bé có thể triệu hồi Tam Phù Thủy bằng hai mũi tên. Một mũi tên màu đen dùng để triệu hồi Hắc tinh tinh và một mũi tên màu trắng dùng để triệu hồi Bạch kỳ lân. Trong tập 1, cô bé lỡ tay triệu hồi cả hai làm bà Êmô rất lo lắng. Lúc nào cũng nghĩ đến tiền. Có ba người bà, Păng Sur chỉ là người bà thứ hai. Có khả năng sử dụng chiếc đinh ma thuật giống Đại phù thủ Păng Sur nhưng không được thuần thục được như ngài.
N'Trang Long: Hiệu trường trường đào tạo tài năng Đămri và là anh trai của trùm Bastu, cũng là cậu của vợ chồng K'Rahlan. Là một siêu phù thủy tài ba, thông minh, uyên bác và luôn nhìn xa trông rộng. Ông chính là người đã chọn Nguyên và Kăply làm chiến binh giữ đền đời thứ 3 và giúp đỡ họ hoàn thành sứ mạng này. Được miêu tả là một người cao lớn, quanh năm mặc áo choàng tím và chân không bao giờ đi giày. Sau này được tiết lộ rằng ông chính là Mackeno - đại phù thủy lừng danh nhất trong lịch sử Lang Biang, đồng thời cũng là chiến binh giữ đền đời thứ 2 và là người đứng đầu Tam Tiên. Lý do ông suốt ngày đi chân trần vì phải theo dõi Macketa, chính là Pô Palay Tàn Phế và cũng là em trai ông.
Trùm Bastu: nhân vật phản diện chính của truyện. Là một trùm Hắc Ám khét tiếng mang lại bao nỗi kinh hoàng và khiếp sợ đến cho người dân xứ Langbiang. Hắn chiêu nạp các sát thủ nổi tiếng nhất dưới trướng của mình và phong bọn chúng làm các sứ giả (Badd,Basil, Baltalon,  Buriam, Buriăk) và 2 hộ pháp (Balibia, Balikem) nhằm thực hiện âm mưu đen tối là thống trị và thay đổi trật tự xứ Lang Biang theo ý muốn của hắn. Gây ra vụ thảm sát tại lâu đài K'Rahlan cách đó 10 năm. Cuối cùng được tiết lộ rằng hắn chính là Pô Palay Tàn Phế, trùm Hắc Ám được cho là đã bị tiêu diệt cách đây hơn 300 năm nhưng giờ hắn quay trở lại và còn mạnh hơn trước. Ngoài ra, hắn cũng là cậu của vợ chồng thủ lĩnh Ánh Sáng K'Rahlan.

### Nhân vật phụ

#### Người trong lâu đài K'Rahlan
K'Tul: Là một pháp sư thâm trầm, bí hiểm và nhiều thủ đoạn. Là người quản gia lâu đời nhất sống ở lâu đài K'Rahlan. Kăply rất sợ ông này. Ông K'Tul có vẻ quan tâm cho Nguyên và Kăply nhưng ông lại chính là tay sai của trùm Bastu. Ông K'Tul giử chức tổng hộ pháp, cao hơn hai tả hữu hộ pháp Balibia và Balikem. Thầy N'Trang Long đã từng nói cho Nguyên, Kăply và tất cả mọi người biết những người bán sự thiện lương cho trùm Hắc Ám thì không có bóng. Chính Nguyên và Kăply đã thấy ông K'Tul không có bóng khi ông nhìn vào gương. Cả hai đã nhờ Suku tìm hiểu về hiện tượng này nhưng không thành, chỉ cho tới khi thầy N'Trang Long tiết lộ thì bí mật mới được bật mí. Ở tập 4, ông đã được phục hồi linh hồn lương thiện của mình.
Êmô: Mẹ của Êmê, quản gia thứ hai của lâu đài K'Rahlan. Là người của giáo phái Madagui.
K'Brăk và K'Brết: Hai đứa nhỏ này ở xứ Lang Biang. Pháp thuật giỏi giang. Người đã được sự chỉ thị của ông K'Tul bắt cóc Nguyên và Kăply đến một nơi khác để thay thế mình. Hai nhân vật này chỉ xuất hiện ở tập 1. Trong lúc Nguyên và Kăply đóng giả cả hai thì cả hai cũng đóng giả Nguyên và Kăply làm như mọi chuyện bình thường. Nhưng chẳng hiểu cả hai học hành kiểu gì mà khi Nguyên và Kăply trở về từ xứ Lang Biang, Kăply suýt bị bố đánh, Kăply sợ quá chạy qua nhà Nguyên. Chi tiết có trong chương 32 tập 4, có tựa là " Nhật ký của Nguyên"
Ka Lên: mẹ của K'Brêt. Bị sứ giả Badd của trùm Bastu vứt xuống hồ ma nhưng không chết mà biến thành một con chim đầu người. Sau này được Nguyên và Kăply giải cứu và quay trở lại.
Ka Ming: mẹ của K'Brăk. Bị coi là đã chết trong vụ tấn công của trùm Hắc Ám tại lâu đài K'Rahlan cách đây 10 năm nhưng không chết. Sau này bà luyện được 3 câu thần chú đầu tiên của Thần chú kim cương và sống dưới lốt trùm Bastu nhằm trả thù.
K'Rahlan: cha của K'Brăk - thủ lĩnh phe Ánh Sáng. Giống vợ, ông bị coi là đã chết trong vụ tấn công cách đây 10 năm.  Ông được ba người tam tiên: Mackeno, Păng Sur, Pi Năng Súp cứu thoát. Ông giả danh Badd - sứ giả thứ nhất của trùm Bastu, để nghe ngóng tình hình nhằm trả thù trùm Hắc Ám.
Đam Pao và Chơleng: Hai đứa giúp việc nhà và nấu ăn cho lâu đài K'Rahlan. Lúc nào cũng im ru. Hai đứa nhóc này lại chính là những ông bà cụ làng Ke bị Ka Ming đem tới xứ LangBiang và phù phép thành trẻ con. Đam Pao được đích thân Đại tiên ông Mackeno dạy Thần chú cầu vồng
Thầy Râu Bạc (K'Srêgơl): Là thầy giáo ở trường làng Ke nhưng thực ra là pháp sư K'Srêgơl, cha của K'Brết, bị phe Hắc Ám truy đuổi nên ông phải trốn về làng Ke ở thế giới thứ ba, ông cũng biến khỏi làng cuối truyện cùng với K'Brăk và K'Brết.

#### Trong trường Đămri
Akô Nô: thầy giáo chủ nhiệm lớp Cao cấp 1, xuất hiện từ tập 3 Chủ Nhân núi Lưng Chừng. Trong bộ dạng một đứa trẻ 10 tuổi để tóc trái đào ngộ nghĩnh, ông khiến lũ trẻ trường Đămri hết sức kinh ngạc khi biết rằng ông chính là thầy giáo mới của chúng. Tính tình hồn nhiên như trẻ thơ và rất ưa đánh lộn cùng học trò. Ông đặc biệt quý mến Păng Ting, luôn hỏi thăm cô bé và sẵn sàng đánh lộn với ai bắt nạt Păng Ting. Cuối truyện tiết lộ rằng ông chính là một nửa con người (phần tốt) của Chủ Nhân núi Lưng Chừng - chiến binh giữ đền đời thứ nhất. Do yêu tha thiết Đại phù thủy Păng Sur - bà của Păng Ting - mà ông đã sử dụng phép thuật để tách mình thành hai con người xấu tốt riêng biệt để đến với người mình yêu nhưng mọi chuyện lại không theo ý muốn do kết quả tạo ra lão già hắc ám Ôkô Na (nửa kia con người của CNNLC).
Haifai: Là cặp vợ chồng Krazanh và Kim cùng sống trong một cơ thể. Do một lần giao chiến với trùm Bastu, Krazanh sử dụng bí thuật "Nhiếp hồn" để vợ nhập vào cơ thể mình giúp gia tăng sức mạnh. Nhưng rồi trùm Bastu lại chuyển qua phá hủy thân xác của cô Kim khiến cô không thể trở về hình dáng ban đầu mà phải tiếp tục sống trong cơ thể của chồng mình là Krazanh nên thù trùm Bastu. Tụi học sinh phân biệt thầy và cô Haifai bằng giọng nói. Giáo viên chủ nhiệm lớp Cao cấp 2 tại trường Đămri. 
Tam: Bị mọi người gọi là quái nhân Tam. Trong mấy tập đầu, Tam bị lầm là quái nhân (thực ra là Bolobala) nên thầy Haifai và đa số học sinh rất ghét. Thích Bolobala. Có bố bị Basil - sứ giả thứ hai của trùm Bastu hóa đá ở thung lũng Plei Mo. 
Bolobala: Ngưỡng mộ K'Brăk do cậu đánh bại được sứ giả Baltalon của phe Hắc Ám, nhưng thực ra lại có cảm tình với Tam. Tên ra sao thì người cũng y vậy (nói rất nhiều) . Trong tập 2 "Biến cố ở trường Đămri", Bolobala bị Ma cà rồng hãm hại, biến thành một aslang và suýt nữa cắn Nguyên nếu các giáo viên và đội bảo vệ của trường không tới kịp. Ngoài ra, cô bẩm sinh là một quái nhân buyagan có khả năng nguyền rủa thầm.
Mua: Học sinh lớp Cao cấp 1, tính tình hòa đồng, dễ thương. Cô bé là người mà Kăply rất thích. Cô tết tóc hai bím và có một cái răng sún được Kăply mô tả là "trông có duyên tệ". Trong tập 4, Mua được tiết lộ là một cô bé nghèo khổ, nhà mở tiệm giặt đồ thuê. Cha cô là một người đàn ông nát rượu, ông luôn chăm chăm ăn cắp tiền của mẹ cô/quần áo của khách đem đi cầm đồ để lấy tiền mua rượu
Amara: Học sinh lớp Cao cấp 2. Là người chuyên khó chịu với thầy Haifai (Krazanh) và vô cùng nịnh bợ cô Haifai (Kim) đang ẩn bên trong ông. Đã nhiều lần công kích khiến hai người này cãi nhau. Có người bạn là Y Đê, cũng là đệ tử của Amara.
Steng: Một đứa mặt đầy mụn. Có ý muốn rất độc địa là ước cho cả trường Đămri chết hết đi. Hay bám nhằng nhẵng theo Nguyên và Kăply để buông ra những lời lẽ khó chịu. Cả trường rất ghét tên này. Từng nghiện nọc của con maracona (một loại chất gây nghiện có tính chất an thần trong truyện), sau này được pháp sư Lăk cai nghiện nên đã khỏi. Bố có một nghĩa trang màu tím, thực chất là bẫy cho trùm Hắc Ám.
Păng Sur: giáo viên lớp Sơ cấp 1. Là nơi duy nhất lắp cửa sổ màu tím để không ai thấy được cô, làm cho ký ức về cô sau khi ra khỏi lớp sẽ quên hết, trừ hai con ma Pocô- Pôca và cả Nguyên và Kăply. Lý do lắp cửa màu tím nó tượng trưng cho không màu, làm cho cô không thể nhìn thấy dưới các tấm gương phép thuật. Có tâm hồn thánh thiện đến mức trở nên vô hình. Ngoài ra, cô còn là một thánh nữ.

#### Phe Hắc Ám
Hailixiro: Là một ông thầy béo tròn mũm mĩm. Ông này tỏ ra rất hiền từ và nhân nhượng, nhưng thật ra ông chính là sứ giả 4 của trùm Bastu : Buriam.
Buriăk Một người lùn, đầu trọc. Em của Buriam. Sứ giả thứ năm của trùm Bastu. Người được cho là đã dùng lời nguyền Tan xác tước hết phép thuật của K'Brăk và K'Brêt (tức Nguyên và Kăply) 
Baltalon: Sứ giả thứ ba của trùm Bastu, đã gởi pho tượng báo tử đến cho K'Brăk kèm theo đó là những con số ghi thời gian nạn nhân còn sống. Vì phát hiện sự không trùng khớp giữa pho tượng báo tử và K'Brăk (Bức tượng cầm cọ vẽ bằng tay trái nhưng K'Brăk lại sử dụng tay mặt) nên ông ta không thể giết chết K'Brăk và khi không giết được nạn nhân, ông ta đã bị chết dưới lời nguyền Không tha thứ của chính mình.
Badd: Sứ giả thứ nhất của trùm Hắc ám, thực chất chính là K’Rahlan- thủ lĩnh phe Ánh Sáng đóng giả để theo dõi tung tích của trùm Bastu.(Badd thật đã bị K'Rahlan tiêu diệt)
Balibia:Tả hộ pháp của trùm Bastu, đã không xuất hiện suốt mười năm, một người mặt áo thụng đen, bên ngoài khoác chiếc áo choàng dệt bằng tóc, mang trên cổ xâu chuỗi kết bằng vô số chiếc răng (tóc và răng được lấy từ những nạn nhân của hắn). Xuất hiện cùng cấm lệnh bàn tay máu và vô số lọn tóc, là cấm lệnh mà bất cứ phù thủy nào cũng phải sợ.
Balikem: hữu hộ pháp của trùm Bastu, là một cô gái tuyệt đẹp, mặc chiếc áo trắng và chiếc váy màu tím, cài trên mài tóc một bông hoa màu đỏ nên được gọi là "NGƯỜI CON GÁI CÀI HOA ĐỎ". Cô là một bậc thầy của thuật thôi miên với vũ khí chính là bông hoa trên mái tóc. Trong tập 4, cô đã dùng bông hoa hồng để bắt Eakar tạo ra những vụ "mông tặc". Vì có ý định chống đối nên cô đã bị chính trùm Bastu hại chết.
Basil: Sứ giả thứ hai của trùm Bastu, một trong rất ít các siêu phù thủy có khả năng hóa thú. Vũ khí giết người là con rắn Basilic (do chính bà ta hóa thành) với cái nhìn biến nạn nhân thành đá và nọc độc không có thuốc giải. Basil chết vì bị hóa đá do tự nhìn vào mắt của mình trong gương.

#### Một số nhân vật khác:
Y Conma: Là một quái nhân yusikan có khả năng phá hủy cơ thể người khác bằng lời khen. Y Conma bị oan, treo cổ ở khu rừng thau lau. Tính từ đầu rừng tới cây số ba, cành thứ chín là nơi bà bị treo cổ. Trong quyển sách Một trăm vụ án oan của Đam San đã nói về lí do bị oan. Có một dòng chữ chỉ nơi bà bị treo cổ bị nguyền rủa. 
Ka Lênđi: Không có nhiều thông tin về nhân vật này. Cô của bà Ka Lên, vợ của K'Srêgơl. Nghĩ rằng bị Y Conma hại nhưng do ăn một loại thảo mộc lạ dẫn đến triệu chứng tóc cuộn thành cục khiến cô phải cắt tóc và có nhiều vết vẩy. 
Kibo: Một bà già ki bo. Chủ cửa tiệm BAY LÊN NÀO! chuyên cho thuê chổi như: Wind XP, Wind 2000, Wind 286,... với giá đắt cắt cổ. Suku đã từng đến cửa hàng đã không thuê được chổi còn bị mụ này làm cho ứa gan (Vì giá thuê chổi quá đắt và còn phải đặt cọc với giá cao nữa). 
Eakar: Một "đại thám tử" của Cục an ninh LangBiang nhưng thật ra chỉ làm thầy hiệu trưởng N'Trang Long rắc rối thêm. 

### Giáo phái Madagui
Ama Êban: Giáo chủ truyền tới ông là đời thứ tư của giáo phái Madagui. 
Tứ bất tử: Tổng quản lâu đài Sêrôpôk. Không thường ra mặt, chỉ cho 4 con vật xông trận bao gồm: con cóc đỏ, con bọ ngựa vàng, con dế trắng và con nhện xanh. 
Yan Dran: Thầy dạy vẽ của K'Brăk. Ông cũng đồng thời là người nắm giữ bí kíp vẽ truyền thần thần thánh. 
Yan Jik: Con trai của Yan Dran. Thường chơi với hai con ma Pôcô - Pôca 

## Tác phẩm

### Quá trình sáng tác
Để viết bộ truyện này, Nguyễn Nhật Ánh đã gặp khá nhiều thách thức. Về sáng tạo, nhà văn đã phải vận dụng và khai thác tối đa trí tưởng tượng để xây dựng các tình tiết một cách hợp lý. Các chi tiết cũng phải được sắp xếp theo một bố cục chặt chẽ và lôgic. Nhà văn tâm sự ông đã phải mất nửa năm tìm tài liệu trên Internet và đọc các loại sách liên quan như Phù thủy và Pháp sư, Ma thuật và Thuật phù thủy ở Philippines, Các huyền thoại phương Đông, Thần thoại Hy Lạp và La Mã, Một số vấn đề phát triển kinh tế xã hội buôn làng các dân tộc Tây Nguyên, Họ và tên người Việt Nam, Các dân tộc ít người ở Việt Nam, Các nền văn minh cổ đại... Tuy nhiên, thách thức lớn nhất đối tác giả đó chính là sự đón nhận của độc giả nhỏ tuổi với bộ truyện này. Ông mong muốn tác phẩm này đem lại sự thích thú cho độc giả như Kính vạn hoa.
Được biết, nhà văn đã từng sáng tác một số truyện có tính thần thoại như các bộ truyện tranh Bim và những chuyện thần kỳ và Ba đứa trẻ và những chuyện rắc rối. Nhận thấy có thể khai thác theo hướng viết này để viết truyện cho trẻ em, ông ấp ủ dự định sáng tác một tác phẩm thần thoại từ khá lâu nhưng vì lúc đó đang viết dở bộ Kính Vạn Hoa nên đến năm 2004, Chuyện xứ Lang Biang mới ra mắt bạn đọc.
Theo diễn tiến của câu chuyện và dự định ban đầu của Nguyễn Nhật Ánh, Chuyện xứ Lang Biang đáng lẽ phải kéo dài 6 tập nhưng do mất nhiều thời gian viết (trung bình 1 năm một tập) nên ông quyết định rút ngắn thành 4 tập. Ngày 23/10/2006, bộ truyện ra tập cuối cùng (tập 28 khổ nhỏ), kết thúc cuộc phiêu lưu của hai nhân vật chính Nguyên và Kăply.

### Quan điểm nghệ thuật
Nguyễn Nhật Ánh viết bộ truyện này với trong thời điểm truyện dịch đang rất phổ biến ở Việt Nam, đặc biệt là bộ truyện phù thủy nổi tiếng gây sốt toàn thế giới Harry Potter. Trong một buổi phỏng vấn, ông tâm sự:
Nguyễn Nhật Ánh không cho rằng đây là sự "chạy theo trào lưu" mà ông muốn thiếu nhi Việt Nam được đọc những câu truyện thần thoại do chính các nhà văn Việt Nam viết. Với sự ra đời của tác phẩm này, Nguyễn Nhật Ánh hi vọng đây sẽ là bước khởi đầu cho sự ra đời những tác phẩm mới với nội dung và cách thể hiện phong phú, đa dạng và hấp dẫn.
Tác phẩm còn thu hút độc giả bởi sự gần gũi và thân thuộc đậm bản chất văn hóa Việt. Tên các nhân vật mang đậm màu sắc Tây Nguyên và đặc biệt là địa danh Lang Biang, mặc dù Lang Biang trong truyện là của một thế giới hoàn toàn khác. Ý định của tác giả là vừa muốn mang yếu tố khác lạ cho câu chuyện, đồng thời vẫn giữ được bản sắc truyền thống của Việt Nam.
Khác với Harry Potter, cái ác và cái chết trong Chuyện xứ Lang Biang không được đẩy đến tận cùng, đôi khi nhà văn dùng giọng văn hài hước để làm nó nhẹ nhàng hơn. Theo ông, viết văn cho thiếu nhi thì không nên viết quá nặng nề bởi "Trẻ em khác người lớn, tâm hồn mỏng manh, trong sáng như cây non, nhận thức chưa chín, kinh nghiệm sống chưa có, đem giông bão đến cho các em để làm gì?" Truyện còn mang tính nhân bản sâu sắc ở việc đề cao những giá trị cao đẹp của tình bạn, được thể hiện qua những khó khăn và thử thách. Nhà văn chủ trương không xây dựng hình tượng anh-hùng-cá-nhân như hầu hết các truyện nước ngoài khác. Đây cũng chính là một trong những điểm đặc trưng rõ nét của truyện Nguyễn Nhật Ánh.